# Ribeira da Laje (Grande Lisboa)
A ribeira da Laje é uma ribeira portuguesa que nasce junto do Casal de São José, em Mem Martins, na encosta oriental da Serra de Sintra e desagua na extremidade poente da Praia de Santo Amaro de Oeiras, atravessando, no seu percurso de quase 16 quilómetros, os municípios de Sintra, Cascais e Oeiras.
O seu troço inicial denomina-se ribeira da Laje até convergir com a ribeira do Marmelo, quando passa a ser conhecida por ribeira da Estribeira. Após a sua passagem por Talaíde, e por todo o seu troço final, adquire o nome de rio ou ribeira das Parreiras. Tem como principais afluentes as ribeiras de Talaíde, Leião e Arneiro.
Está classificada pela Agência Portuguesa do Ambiente como tendo um histórico de má qualidade da água, sendo que esta se concentra, durante os períodos intersticiais de maré enchente e vazante, na praia de Santo Amaro e atingindo a Praia da Torre em períodos de maré vazante.
A sua bacia apresenta cerca de metade do território coberto por núcleos urbanos descontínuos, com atividades industriais e comerciais a norte, e o aproveitamento agrícola dos restantes territórios desta bacia.
Foi junto à sua foz que o Marquês de Pombal mandou construir o seu palácio.
A Ribeira da Laje está inserida num contexto de valorização ambiental, destacando-se o projeto "Mais Polinizadores, Mais Biodiversidade no Município de Oeiras", iniciado em 2021 pela Câmara Municipal de Oeiras. Focado na conservação de polinizadores, este projeto contribui para a biodiversidade local, sendo co-financiado pelo EEA and Norway Grants.